# Арбрел
Арбрел (фр. Arbresle) насеље је и општина у источној Француској у региону Рона-Алпи, у департману Рона која припада префектури Лион.
По подацима из 2011. године у општини је живело 6032 становника, а густина насељености је износила 1795,24 становника/km². Општина се простире на површини од 3,36 km². Налази се на средњој надморској висини од 231 метар (максималној 304 m, а минималној 212 m).

## Демографија
| 1962. | 1968. | 1975. | 1982. | 1990. | 1999. | 2011. |
| ----- | ----- | ----- | ----- | ----- | ----- | ----- |
| 3.818 | 3.966 | 4.038 | 4.784 | 5.199 | 5.777 | 6.032 |

График промене броја становника у току последњих година